# Août 1827

## Événements
- France : fondation de la société jacobine Aide-toi, le ciel t'aidera.

- 6 août : traité de commerce américano-britannique. Extension de l’accord commercial de 1818 et confirmation de la possession commune de l’Oregon.
- 10 août : mort de Nandi, la mère de Tchaka. La tradition rapporte que Tchaka aurait imposé un deuil long et cruel aux Zoulous (interdiction de consommer du lait pendant trois mois, prohibition des relations sexuelles pendant un an, mise à mort de tous les coupables, en particulier les femmes enceintes).
- 24 août : funérailles de Jacques-Antoine Manuel, première manifestation publique contre la politique de Charles X.
- 31 août : début du ministère tory de Frederick John Robinson, 1er vicomte Goderich, Premier ministre du Royaume-Uni (fin en 1828).

## Naissances
- 15 août : Cesare Bertagnini (mort en 1857), scientifique et chimiste italien.
- 22 août : Antonio Bishallany (mort en 1856), est généralement considéré comme le premier immigrant du Moyen-Orient aux États-Unis.
- 28 août : António José Patrício, peintre portugais (mort en 1858).

## Décès
- 4 août : Claude-Pierre de Delay d'Agier, écrivain et homme politique français (° 25 décembre 1750).
- 12 août : William Blake, poète, peintre et graveur britannique (° 28 novembre 1757).